# Ballyhack Castle
Ballyhack Castle (irisch Caisleán Bhaile Hac) ist die Ruine eines Tower House bei Ballyhack im County Wexford in Irland.

## Lage
Das Tower House liegt inmitten des ansteigenden Ortes nördlich am Ästuar an der Waterford-Mündung, dem Delta der Drei Schwestern: des Suir, River Barrow und des River Nore etwa zehn Kilometer östlich von Waterford. Auf der anderen Seite der Bay steht ihm die Ruine des Tower House Passage East Castle gegenüber.

## Geschichte
Um 1480 ließen die Johanniter von Kilcloggan das Tower House zur Überwachung der Mündung des Suir bzw. der Einfahrt zum Hafen von Waterford (Waterford Harbour) errichten. Nach der Aufhebung des dortigen Johannitersitzes im Jahr 1541 ging das Tower House an den Etchingham Clan über.
Während der Desmond-Rebellionen wurde das Tower House mehrfach angegriffen. Als Oliver Cromwell die Rückeroberung Irlands begann, fiel ihm das Tower House um 1650 schnell in die Hände. Als der Krieg der zwei Könige ausbrach, wurde es für kurze Zeit von den Jakobiten besetzt.
Nach Zeiten des Verfalls wurde es 1954 vom Office of Public Works übernommen. Mittlerweile wird es als Museum genutzt und Museumsführungen werden angeboten.
Ballyhack Castle ist als National Monument Nr. 516 eingetragen.

## Beschreibung

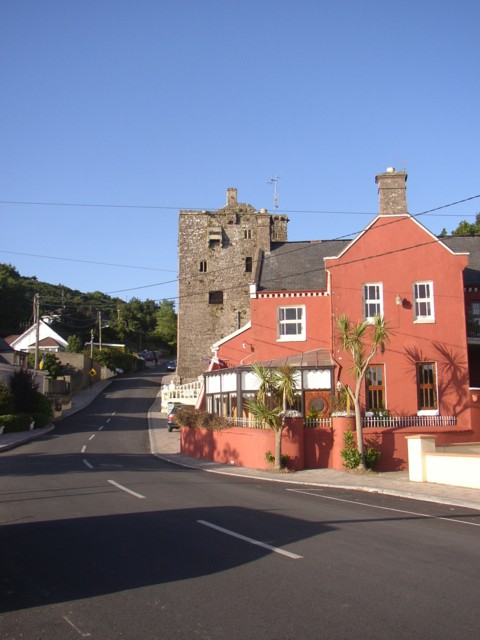
Blick von der Flussseite aufsteigend entlang der Straße auf das Tower House

Das erhaltene und größtenteils restaurierte, fünfstöckige, nahezu quadratische, aus ehemals rotem Sandstein bestehende Tower House mit etwa 10 m Seitenlänge, hat einen zum Tal nach Südwesten liegenden Eingang, der im 4. Stock mit einem Wehrerker, Schießscharten und einem murder hole hinter der Eingangstür geschützt ist. Gefundene Keramik deutet an, dass die Burg mit Ende des 17. Jahrhunderts aufgegeben wurde. Neben gotischen Spitzbogenfenstern auf der Zugangs- und gegenüberliegenden Seite (als Biforien im Süden, einfach nach Nordosten), wurde im Gewölbe der Nordostwand ein Verlies bzw. eine verborgene Kammer entdeckt, die heute aber zugemauert ist. Im Nordosten des 2. Stockwerkes wurde ein Raum als Burgkapelle genutzt. Über dem letzten Stock verläuft außen ein umliegender schmaler Fries als Abschluss, der Wehrgang ist nicht erhalten. Ein weiterer Erker-Ansatz am südwestlichen Dachrand, ausgehende Balkenansätze an der Dachseite der südlichen Ecke und aufgehende Mauerreste an der nördlichen Dachecke lassen die Vermutung zu, dass ein weiteres Geschoss existierte oder das Dach früher viel weiter ausgebaut war.
Nach Norden sind noch Reste einer bergwärts ausgreifenden barn (Mauer) zu sehen. Im Eingangsbereich direkt anschließend ließen sich Reste eines Cottages nachweisen, dessen zugehörige Funde (Staffordshire-Ware, Tonpfeifenfragmente und Glas) ins 17. oder 18. Jahrhundert weisen.